# Cendoc Puno
El Centro de Documentación del Gobierno Regional Puno (CENDOC GR PUNO) es una biblioteca especializada sobre la región altiplánica y la selva puneña en Perú, con más de 45 años de funcionamiento. Se encuentra ubicada en el Pasaje Peatonal Lima (o Jirón Lima) 553, en el centro histórico de Puno, pertenece al Gobierno Regional de esta misma región (Gore Puno).

## Colecciones
La colección disponible es de más de 6000 libros entre enciclopedias, diccionarios, literatura, investigaciones, entre otros; además cuenta con otros 12000 documentos técnicos como planes de desarrollo, proyectos, datos estadísticos, de planificación urbana, documentos legales y demás bibliografía de instituciones del estado peruano. Incluso está disponible una mediateca que en su mayoría se compone por muestras fonográficas sobre música puneña. Esto hace del archivo del Cendoc uno de los más completos sobre bibliografía puneña. Llegando incluso a realizar una exposición con más de 200 afiches de la Fiesta de la Virgen de la Candelaria.
La biblioteca crece debido a donaciones institucionales y personales como las hechas por el Instituto de Estudios de las Culturas Andinas (IDECA), Petro Perú, la Universidad Nacional del Altiplano, la Casa de la Literatura y otras.
La institución se dedica a difundir y recomendar libros a sus visitantes. El Cendoc se constituye como un "eje de referencia" para acceder a las publicaciones más recientes y antiguas sobre Puno y autores puneños. Asimismo, la biblioteca tiene como estrategia la difusión de obras realizadas por autores puneños o de autores extranjeros o nacionales de otras regiones que traten temas sobre Puno. Estos autores enriquecen la colección donando uno o más ejemplares originales a la biblioteca.